# Erebochlora ochreiplaga
Erebochlora ochreiplaga är en fjärilsart som beskrevs av W. Warren 1904. Erebochlora ochreiplaga ingår i släktet Erebochlora och familjen mätare. Inga underarter finns listade i Catalogue of Life.